# Iwona Osowska
Iwona Osowska (ur. 8 marca 1984) – polska piłkarka.
W reprezentacji Polski zagrała 32 minuty w jednym meczu 24 lipca 2005. Powołana do kadry A z Cisy Nałęczów. Wcześniej, w barwach zespołu Checz Gdynia 1 mecz w drużynie narodowej U-16.